# Hell in a Cell (2012)
Hell in a Cell (2012) foi um evento em pay-per-view de wrestling profissional produzido pela WWE, que ocorreu em 28 de outubro de 2012, na Philips Arena em Atlanta, Geórgia. Foi o quarto evento Hell in a Cell anual.

## Antes do evento
Hell in a Cell teve lutas de wrestling profissional de diferentes lutadores com rivalidades e histórias pré-determinadas que se desenvolverão no Raw, SmackDown, Main Event e Saturday Morning Slam — programas de televisão da WWE, tal como nos programas transmitidos pela internet - Superstars e NXT. Os lutadores interpretarão um vilão ou um mocinho seguindo uma série de eventos para gerar tensão, culminando em várias lutas. Como nos anos anteriores, ocorrerão lutas Hell in a Cell.
Após semanas de rivalidade entre CM Punk, John Cena e Ryback pelo WWE Championship de Punk, Vince McMahon anunciou, no Raw de 8 de outubro que, na semana seguinte, Punk deveria escolher entre Ryback e Cena para enfrentar pelo título no Hell in a Cell. Na semana seguinte Vince McMahon anunciou que ele mesmo tomaria a decisão, escolhendo Ryback para enfrentar Punk.
No SmackDown de 28 de setembro, Big Show derrotou Randy Orton, após o mesmo ser atacado por  Alberto Del Rio antes do inicio da luta, se tornando o desafiante ao World Heavyweight Championship de Sheamus no Hell in a Cell. Del Rio e Orton também se enfrentariam no Hell in a Cell.
Na mesma noite, o gerente geral Booker T anunciou um torneio de oito duplas (sendo elas The Usos (Jimmy e Jey Uso), Rhodes Scholars (Cody Rhodes e Damien Sandow), Santino Marella & Zack Ryder, International Airstrike (Tyson Kidd e Justin Gabriel), R-Truth & Kofi Kingston, Prime Time Players (Titus O'Neil e Darren Young), Primo & Epico e Rey Mysterio & Sin Cara) para determinar os desafiantes ao WWE Tag Team Championship do Team Hell No (Kane e Daniel Bryan) no Hell in a Cell que ocorrerá nas semanas que antecedem o evento. Mais tarde, Rhodes e Sandow derrotaram os Usos, avançando às semi-finais do torneio. Rhodes e Sandow derrotaram Sin Cara e Mysterio no Raw de 22 de outubro, tornando-se os desafiantes.
No Raw de 8 de outubro, Larry King entrevistaria The Miz, mas decidiu trocá-lo por Kofi Kingston. Durante a entrevista, Miz interrompeu os dois, insultando King, sua esposa e Kingston, que o atacou. No Main Event de 10 de outubro, após Kingston derrotar Michael McGillicutty, Miz veio ao ringue o insultando, dizendo que ele nunca chegaria aos seus pés. Kingston, então, o desafiou para uma luta pelo Intercontinental Championship na semana seguinte, desafio aceito por Miz. No Main Event de 17 de outubro, Kingston derrotou Miz e conquistou o Intercontinental Championship. No SmackDown de 19 de outubro, Miz anunciou que usaria sua revanche pelo título no Hell in a Cell.
No Night of Champions, Eve substituiu Kaitlyn (que foi atacada momentos antes do combate) na luta pelo Divas Championship e saiu com a vitória, ganhando o título de Layla. No Raw de 24 de setembro, após Eve e Beth Phoenix derrotarem Layla e Alicia Fox, Kaitlyn foi ao ringue e disse que as fitas de segurança do Night of Champions mostravam uma mulher loira a atacando, sendo que Eve acusou Beth do ataque. No SmackDown de 28 de setembro, Beth derrotou Natalya. Após o fim da luta, ambas ficaram se acusando do ataque a Kaitlyn, já que são loiras. No SmackDown de 26 de outubro, Booker T anunciou um combate entre Eve, Layla e Kaitlyn pelo Divas Championship.

### Resultados do torneio pelo WWE Tag Team Championship
|  | Quartas de Final  | Quartas de Final        | Quartas de Final    |                         |       | Semifinais         | Semifinais | Semifinais |  |  | Final | Final | Final |  |
|  |                   |                         |                     |                         |       |                    |            |            |  |  |       |       |       |  |
|  | 25/09             | Rhodes Scholars         | Pin                 |                         |       |                    |            |            |  |  |       |       |       |  |
|  | 25/09             | Rhodes Scholars         | Pin                 |                         |       |                    |            |            |  |  |       |       |       |  |
|  | Buffalo, NY       | The Usos                | 01:54               |                         |       |                    |            |            |  |  |       |       |       |  |
|  | Buffalo, NY       | The Usos                | 01:54               |                         | 08/10 | Rhodes Scholars    | Pin        |            |  |  |       |       |       |  |
|  |                   |                         |                     |                         | 08/10 | Rhodes Scholars    | Pin        |            |  |  |       |       |       |  |
|  |                   |                         | Sacramento, CA      | Marella & Ryder         | 03:07 |                    |            |            |  |  |       |       |       |  |
|  | 03/10             | Marella & Ryder         | Sacramento, CA      | Marella & Ryder         | 03:07 | Pin                |            |            |  |  |       |       |       |  |
|  | 03/10             | Marella & Ryder         |                     |                         |       |                    |            |            |  |  |       |       |       |  |
|  | Tulsa, OK         | Gabriel & Kidd          | 04:04               |                         |       |                    |            |            |  |  |       |       |       |  |
|  | Tulsa, OK         | Gabriel & Kidd          | 04:04               |                         | 22/10 | Rhodes Scholars    | Pin        |            |  |  |       |       |       |  |
|  |                   |                         |                     |                         |       |                    |            |            |  |  |       |       |       |  |
|  |                   |                         | East Rutherford, NJ | Sin Cara & Rey Mysterio | 11:52 |                    |            |            |  |  |       |       |       |  |
|  | 02/10             | R-Truth & Kofi Kingston | East Rutherford, NJ | Sin Cara & Rey Mysterio | 11:52 | Pin                |            |            |  |  |       |       |       |  |
|  | 02/10             | R-Truth & Kofi Kingston |                     |                         |       |                    |            |            |  |  |       |       |       |  |
|  | Tulsa, OK         | Prime Time Players      | 04:19               |                         |       |                    |            |            |  |  |       |       |       |  |
|  | Tulsa, OK         | Prime Time Players      | 04:19               |                         | 08/10 | Prime Time Players | Pin        |            |  |  |       |       |       |  |
|  |                   |                         |                     |                         | 08/10 | Prime Time Players | Pin        |            |  |  |       |       |       |  |
|  |                   |                         | Sacramento, CA      | Sin Cara & Rey Mysterio | 03:32 |                    |            |            |  |  |       |       |       |  |
|  | 01/10             | Primo & Epico           | Sacramento, CA      | Sin Cara & Rey Mysterio | 03:32 | Pin                |            |            |  |  |       |       |       |  |
|  | 01/10             | Primo & Epico           |                     |                         |       |                    |            |            |  |  |       |       |       |  |
|  | Oklahoma City, OK | Sin Cara & Rey Mysterio | 09:22               |                         |       |                    |            |            |  |  |       |       |       |  |

## Evento
| Papel:        | Nome:                               |
| ------------- | ----------------------------------- |
| Comentaristas | Jim Ross                            |
| Comentaristas | John "Bradshaw" Layfield            |
| Comentaristas | Michael Cole                        |
| Comentaristas | Carlos Cabrera (Espanhol)           |
| Comentaristas | Marcelo Rodríguez (Espanhol)        |
| Locutores     | Tony Chimel (SmackDown)             |
| Locutores     | Justin Roberts (Raw)                |
| Locutores     | Ricardo Rodriguez (Alberto Del Rio) |
| Árbitros      | Scott Armstrong                     |
| Árbitros      | John Cone                           |
| Árbitros      | Brad Maddox                         |
| Árbitros      | Mike Chioda                         |
| Árbitros      | Rod Zapata                          |
| Árbitros      | Jack Doan                           |

### Pré-show
No pré-show do evento transmitido pelo Youtube, John Cena foi ao ringue responder perguntas feitas por Michael Cole e por pessoas através do Tout sobre o escândalo do Raw de 22 de outubro, envolvendo ele e AJ. Em certo momento, mostraram um Tout de Dolph Ziggler zombando dele. Ele mandou que Ziggler viesse ao ringue, porém foi Vickie Guerrero quem apareceu e o distraiu para que Ziggler atacasse Cena. Porém este conseguiu desviar, jogando-o para fora com um Clothesline.

### Lutas preliminares
A primeira luta da noite foi entre Randy Orton e Alberto Del Rio. Orton venceu depois de reverter um Enzuigiri e aplicar um RKO.
A segunda luta que valia o WWE Tag Team Championship, o Team Hell No (dupla formada por Kane e Daniel Bryan) defendiam seus títulos contra o Team Rhodes Scholars (dupla formada por Cody Rhodes e Damien Sandow). No meio da luta, quando Kane aplicaria um Chokeslam em Rhodes, Bryan deu um tapa em costas costas, resultando na troca de posições. Kane ficou enfurecido e ambos começaram a brigar entre si. No fim do combate, Kane jogou Rhodes e Sandow em um dos cantos do ringue e começou a chuta-los, não obedecendo a contagem de cinco do árbitro, fazendo com fosse desqualificado e perdesse a luta. Mesmo com a derrota, Kane e Bryan mantiveram os títulos.
Na terceira luta da noite Kofi Kingston defendia o Intercontinental Championship contra The Miz.  Miz alvejou a perna de Kingston durante a luta, eliminando a proteção de joelho de Kingston e lhe aplicou um boston crab. No entanto, Kofi foi capaz de escapar da submissão e aplicou um Trouble in Paradise para ganhar a luta. Após a luta, Kingston agradeceu Miz paor trazer para fora uma determinação extra em seu caráter.
Em uma luta não anunciada, Antonio Cesaro defendeu o United States Championship contra Justin Gabriel. Cesaro venceu a luta depois que ele conectou com um uppercut de Gabriel, que estava tentando um Suicide Dive fora do ringue, e depois o bateu com um Neutralizer.

### Lutas principais
Na quinta luta da noite, também sem anuncio prévio, foi uma Luta de duplas entre Rey Mysterio & Sin Cara contra os Prime Time Players (dupla formada por Titus O'Neil e Darren Young). Mysterio e Cara venceram quando Mysterio aplicou um 619 e um body splash em Darren Young depois de Sin Cara tinha tirado Titus O'Neil fora do ringue com um splash.
A luta seguinte tinha em jogo o World Heavyweight Championship de Sheamus, que defendia seu título contra Big Show. A maioria daluta foi dominada por Show, que usou seu tamanho superior e força para maltratar Sheamus. No entanto, Sheamus foi resistente e continuou a chutar para fora de movimentos diversos, incluindo um chokeslam. Sheamus foi capaz de aplicar um White Noise em Big Show, no entanto Show respondeu aplicando um WMD, e Sheamus se tornou a primeira pessoa a desviar-se. Sheamus depois se recuperou e aplicou em Big Show um Brogue Kick, e Show, por sua vez tornou-se a primeira pessoa a desviar-se manobra. Sheamus preparava um segundo Brogue Kick, mas Big Show foi capaz de evitar o chute e acertou um segundo WMD para garantir a vitória, vencendo o World Heavyweight Championship pela segunda vez.
Na penúltima luta da noite, Eve defendia o Divas Championship contra Layla e Kaitlyn em uma Luta Triple Threat. Eve venceu a luta e manteve o campeonato depois de Kaitlyn acertar um  powerslam em Layla, e Eve acertar um Senton bomb em ambas Divas e fazer a contagem em Layla.
No evento principal da noite que tinha como estipulação uma Luta Hell in a Cell, CM Punk acompanhado de Paul Heyman defendeu o WWE Championship contra Ryback. A luta começou com Ryback levando a melhor sobre Punk, apenas para Paul Heyman proporcionar uma distração fora da Cela, permitindo que Punk usasse um extintor de incêndio em Ryback e atacá-lo com uma cadeira. Ryback rebateu porém com um big boot, e depois jogou Punk na parede da cela. Punk conseguiu conseguirem controlar quando ele atirou Ryback nos degraus do ringue e, em seguida, atacou-o com uma vara de Kendo, no entanto Ryback não se intimidou com o ataque e Punk acertou com um Clothesline Meathook. Ryback aplicar em Punk sua manobra de assinatura, o Shellshocked, porém o árbitro da luta Brad Maddox inexplicavelmente parou Ryback de executar a manobra e bateu-lhe com um golpe baixo. Este permitiu que Punk executasse um roll-up, e Maddox fez a contagem de três para Punk reter o título e Ryback sofrer sua primeira derrota na WWE. Após a luta, Maddox tentou escapar da cela bloqueada, mas foi incapaz de fazê-lo antes de ser brutalmente atacado por Ryback. Ryback então voltou sua atenção para Punk, que foi sair da cela agora aberta. Depois de perseguir por fora Heyman, Ryback foi atrás de Punk que tentaram escapar subindo para o topo da cela. Ryback seguiu e executou o Shellshocked no topo da cela como retribuição por sua derrota.

## Recepção
O evento recebeu criticas mistas. O website canadense Canadian Online Explorer deu nota 6 ao evento, com as melhores lutas da noite sendo entre Randy Orton e Alberto Del Rio e a luta pelo World Heavyweight Championship entre Big Show e Sheamus, dando nota 7 para ambas as lutas. E as piores lutas da noite sendo pelo Divas Championship (nota 4) e pelo WWE Championship (com uma nota 5).

## Resultados
| Nº                                          | Resultados | Estipulações                                        | Tempo |
| ------------------------------------------- | --- | --------------------------------------------------- | ----- |
| 1                                           | Randy Orton derrotou Alberto Del Rio (com Ricardo Rodriguez)                                                           | Luta individual                                     | 12:38 |
| 2                                           | Team Rhodes Scholars (Cody Rhodes e Damien Sandow) derrotou Team Hell No (Daniel Bryan e Kane) (c) por desqualificação | Luta de duplas pelo WWE Tag Team Championship       | 13:08 |
| 3                                           | Kofi Kingston (c) derrotou The Miz                                                                                     | Luta individual pelo Intercontinental Championship  | 10:20 |
| 4                                           | Antonio Cesaro (c) derrotou Justin Gabriel                                                                             | Luta individual pelo United States Championship     | 7:20  |
| 5                                           | Rey Mysterio e Sin Cara derrotaram Prime Time Players (Titus O'Neil e Darren Young)                                    | Luta de duplas                                      | 12:28 |
| 6                                           | Big Show derrotou Sheamus (c)                                                                                          | Luta individual pelo World Heavyweight Championship | 20:15 |
| 7                                           | Eve Torres (c) derrotou Layla e Kaitlyn                                                                                | Luta Triple Threat pelo Divas Championship          | 6:30  |
| 8                                           | CM Punk (c) (com Paul Heyman) derrotou Ryback                                                                          | Luta Hell in a Cell pelo WWE Championship           | 11:21 |
| (c) – Refere-se aos campeões antes da luta. | |                                                     |       |